# Pyrrha

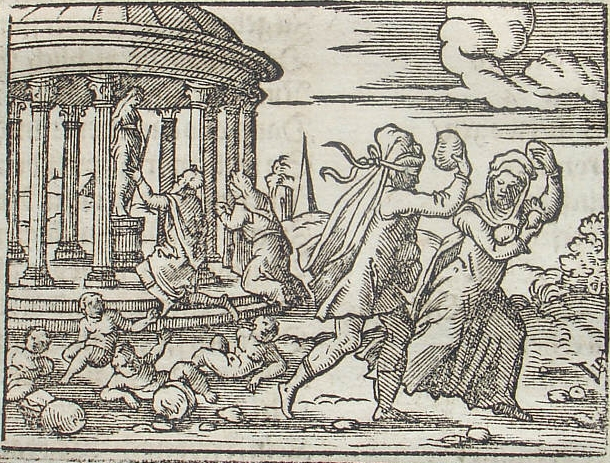
Deukalion och Pyrrha

Pyrrha var i grekisk mytologi dotter till Pandora och Epimetheus. Hon var gift med Deukalion och fick med honom sönerna Amfiktyon och Hellen samt dottern Protogeneia.
Pyrrha fick vara med om inget mindre än världens undergång. Zeus hade nämligen fått nog av den degenererade mänskligheten och beslutade att utplåna den genom en stor översvämning. Deukalion blev emellertid tipsad av sin far Prometheus om att bygga en båt. Tack vare båten höll sig Pyrrha och Deukalion flytande i nio dagar och nio nätter, tills de hamnade på berget Parnassos.